# Tetracis erosinata
Tetracis erosinata är en fjärilsart som beskrevs av Paul Dognin 1907. Tetracis erosinata ingår i släktet Tetracis och familjen mätare. Inga underarter finns listade i Catalogue of Life.